# Liste der Nummer-eins-Hits in Japan (2011)
Die Liste der japanischen Nummer-eins-Hits enthält die Daten vom 1. Januar 2011 bis zum 31. Dezember 2011. Die letzte Woche im Jahr fällt mit der ersten Woche des neuen Jahres zusammen. Angegeben sind die Verkaufszahlen der jeweiligen Nummer 1 in ihrer Woche. Alle Angaben basieren auf den offiziellen japanischen Charts von Oricon.
| Singles | Alben |
| --- | --- |
| - Hey! Say! JUMP – Arigatō (Sekai no Doko ni Ite mo) - 150.504 - 1 Woche (27. Dezember 2010 – 2. Januar 2011) - Urata Naoya feat. Ayumi Hamasaki – Dream On - 40.069 - 1 Woche (3. Januar – 9. Januar) - Kana Uemura – Toilet no Kamisama - 11.327 / 22.954 - 2 Wochen (10. Januar – 23. Januar) - Radwimps – Dada - 89.951 - 1 Woche (24. Januar – 30. Januar) - Tomohisa Yamashita – Hadakanbō - 67.729 - 1 Woche (31. Januar – 6. Februar) - TVXQ – Why? (Keep Your Head Down) - 231.498 - 1 Woche (7. Februar – 13. Februar) - KAT-TUN – Ultimate Wheels - 181.494 - 1 Woche (14. Februar – 20. Februar) - Exile – Each Other's Way (Tabi no Tochū) - 100.654 - 1 Woche (21. Februar – 27. Februar) - AKB48 – Sakura no Ki ni Narō - 942.479 - 1 Woche (28. Februar – 6. März) - Arashi – Lotus - 541.424 - 1 Woche (7. März – 13. März) - Jin Akanishi – Eternal - 217.236 - 1 Woche (14. März – 20. März) - SKE48 – Banzai Venus - 206.608 - 1 Woche (21. März – 27. März) - Not Yet – Shūmatsu Not Yet - 159.678 - 1 Woche (28. März – 3. April) - Maximum the Hormone – Greatest the Hits 2011–2011 - 81.013 / 28.981 - 2 Wochen (4. April – 17. April) - Kara – Jet Coaster Love - 122.820 - 1 Woche (18. April – 24. April) - B’z – Sayonara Kizu Darake no Hibi yo - 130.195 - 1 Woche (25. April – 1. Mai) - Kanjani8 – T.W.L/Yellow Pansy Street - 200.816 - 1 Woche (2. Mai – 8. Mai) - Jang Geun-suk – Let Me Cry - - 1 Woche (9. Mai – 15. Mai) - Passpo – Shōjo Hikō - - 1 Woche (16. Mai – 22. Mai) - Kanjani Eight – My Home - - 1 Woche (23. Mai – 29. Mai) - KAT-TUN – White - - 1 Woche (30. Mai – 5. Juni) - AKB48 – Everyday, Kachūsha - - 1 Woche (6. Juni – 12. Juni) - B’z – Don't Wanna Lie - - 1 Woche (13. Juni – 19. Juni) - Kanjani Eight – 365 Nichi Kazoku - - 1 Woche (20. Juni – 26. Juni) - KinKi Kids – Time - - 1 Woche (27. Juni – 3. Juli) - Atsuko Maeda – Flower - - 1 Woche (4. Juli – 10. Juli) - Hey! Say! JUMP – Over - - 1 Woche (11. Juli – 17. Juli) - Not Yet – Naminori Kakigōri - - 1 Woche (16. Juli – 24. Juli) - Tomomi Itano – Fui ni - - 1 Woche (25. Juli – 31. Juli) - NMB48 – Zetsumetsu Kurokami Shōjo - - 1 Woche (1. August – 7. August) - SKE48 – Pareo wa Emerald - - 1 Woche (8. August – 14. August) - KAT-TUN – Run for You - - 1 Woche (15. August – 21. August) - Kis-my-ft2 – Everybody Go - - 1 Woche (22. August – 28. August) - Kanjani Eight – Tubusani Koi - - 1 Woche (29. August – 4. September) - AKB48 – Flying Get - - 1 Woche (5. September – 11. September) - Masaharu Fukuyama – Kazoku ni Narō yo/Fighting Pose - - 1 Woche (12. September – 18. September) - Sandaime J Soul Brothers – Fighters - - 1 Woche (19. September – 25. September) - Exile / Exile Atsushi – Rising Sun/Itsuka kitto… - - 1 Woche (26. September – 2. Oktober) - Hey! Say! JUMP – Magic Power - - 1 Woche (3. Oktober – 9. Oktober) - T-ara – Bo Peep Bo Peep - - 1 Woche (10. Oktober – 16. Oktober) - Yui – Green a.live - - 1 Woche (17. Oktober – 23. Oktober) - L’Arc-en-Ciel – X X X - - 1 Woche (24. Oktober – 30. Oktober) - NMB48 – Oh My Gā! - - 1 Woche (31. Oktober – 6. November) - AKB48 – Kaze wa Fuiteiru - - 1 Woche (7. November – 13. November) - Arashi – Meikyū Love Song - - 1 Woche (14. November – 20. November) - SKE48 – Okie Dokie - - 1 Woche (21. November – 27. November) - Sexy Zone – Sexy Zone - - 1 Woche (28. November – 5. Dezember) - French Kiss – Saisho no Mail - - 1 Woche (6. Dezember – 11. Dezember) - KAT-TUN – Birth - - 1 Woche (12. Dezember – 18. Dezember) - AKB48 – Ue kara Mariko - - 1 Woche (19. Dezember – 25. Dezember) - Kis-My-FT2 – We Never Give Up! - - 1 Woche (26. Dezember 2011 – 1. Januar 2012) | - Bump of Chicken – Cosmonaut - 207.160 - 1 Woche (27. Dezember 2010 – 2. Januar 2011) - Ayumi Hamasaki – Love Songs - 180.048 - 1 Woche (3. Januar – 9. Januar) - No3b – No3b - 58.730 - 1 Woche (10. Januar – 16. Januar) - Ikimono-gakari – Ikimonobakari: Members Best Selection - 39.612 - 1 Woche (17. Januar – 23. Januar) - Maaya Sakamoto – You Can't Catch Me - 26.607 - 1 Woche (24. Januar – 30. Januar) - Omnibus – Exit Tunes Presents Vocalonexus feat. Hatsune Miku - 31.259 - 1 Woche (31. Januar – 6. Februar) - Tomohisa Yamashita – Supergood, Superbad - 101.792 - 1 Woche (7. Februar – 13. Februar) - Yusuke – Ano.. Yume Motemasu Kedo. - 79.018 / 15.814 - 2 Wochen (14. Februar – 27. Februar) - Yuzu – 2 -Ni- - 90.098 - 1 Woche (28. Februar – 6. März) - Keisuke Kuwata – Musicman - 273.297 - 1 Woche (7. März – 13. März) - Kumi Kōda – Dejavu - 138.005 - 1 Woche (14. März – 20. März) - Exile – Negai no Tō - 480.537 - 1 Woche (21. März – 27. März) - Ketsumeishi – Ketsunopolis 7 - 87.722 - 1 Woche (28. März – 3. April) - Exile – Negai no Tō - 41.541 / 34.783 - 2 Wochen (4. April – 17. April) - Miwa – Guitarissimo - 40.164 - 1 Woche (18. April – 24. April) - Kazuya Yoshii – The Apples - 37.709 - 1 Woche (25. April – 1. Mai) - Kazumasa Oda – Dōmo - 81.088 - 1 Woche (2. Mai – 8. Mai) - Namie Amuro – Checkmate! - - 2 Wochen (9. Mai – 22. Mai) - Big Bang – Big Bang 2 - - 1 Woche (23. Mai – 29. Mai) - F.T. Island – Five Treasure Island - - 1 Woche (23. Mai – 5. Juni) - Lady Gaga – Born This Way - - 1 Woche (6. Juni – 12. Juni) - Girls’ Generation – Girls' Generation - - 1 Woche (13. Juni – 19. Juni) - AKB48 – Koko ni Ita Koto - - 1 Woche (20. Juni – 26. Juni) - Superfly – Mind Travel - - 1 Woche (27. Juni – 3. Juli) - Kana Nishino – Thank You, Love - - 1 Woche (4. Juli – 10. Juli) - Tokyo Jihen – Dai Hakken - - 1 Woche (11. Juli – 17. Juli) - Arashi – Beautiful World - - 1 Woche (18. Juli – 24. Juli) - Juju – You - - 2 Wochen (25. Juli – 7. August) - B’z – C'mon - - 1 Woche (8. August – 14. August) - Miliyah Kato – M Best - - 1 Woche (15. August – 21. August) - Tatsuro Yamashita – Ray of Hope - - 1 Woche (22. August – 28. August) - SMAP – SMAP Aid - - 1 Woche (29. August – 4. September) - Yuki – Megaphonic - 1 Woche (5. September – 11. September) - Ayumi Hamasaki – Five - 2 Wochen (12. September – 25. September) - AAA – ♯AAABest - - 1 Woche (26. September – 2. Oktober) - 2NE1 – Nolza - - 1 Woche (3. Oktober – 9. Oktober) - Tohoshinki – Tone - - 1 Woche (10. Oktober – 16. Oktober) - A.N.Jell – A.N.Jell with TBS Kei Kinyō Drama - - 1 Woche (17. Oktober – 23. Oktober) - Kaela Kimura – 8Eight8 - - 1 Woche (24. Oktober – 30. Oktober) - Tegomass – Tegomass no Mahō - - 1 Woche (31. Oktober – 6. November) - Persona 4 – Never More (Persona 4 “Rin’ne Tensyō”) - - 1 Woche (7. November – 13. November) - Yui – How Crazy Your Love - - 1 Woche (14. November – 20. November) - KinKi Kids – K Album - - 1 Woche (21. November – 27. November) - Kanjani Eight – Fight - - 1 Woche (28. November – 4. Dezember) - Kara – Super Girl - - 1 Woche (5. Dezember – 11. Dezember, insgesamt 2 Wochen) - Perfume – JPN - - 1 Woche (12. Dezember – 18. Dezember) - Jin Akanishi feat. Jason Derulo – Test Drive - - 1 Woche (19. Dezember – 25. Dezember) - Kara – Super Girl - - 1 Woche (26. Dezember 2011 – 1. Januar 2012, insgesamt 2 Wochen) |

Siehe auch: Nummer-eins-Hits 2011 in Argentinien,  Australien, Belgien, Bulgarien, Dänemark, Deutschland, Finnland, Frankreich, Griechenland, Irland, Italien, Kanada, Mexiko, Neuseeland, den Niederlanden, Norwegen, Österreich, Polen, Portugal, Schweden, der Schweiz, Slowakei, Spanien, Südkorea, Tschechien, Ungarn, den Vereinigten Staaten und im Vereinigten Königreich.